# Murailles de Travale
Les murailles de Travale (en italien : Mura di Travale) constituent le système défensif de Travale, un hameau de la commune de Montieri, dans la province de Grosseto en Toscane.

## Historique
Les remparts de la ville ont été construits par les Pannocchieschi (it) à partir du XIIe siècle, avec quelques modifications et rénovations ultérieures. Dans l'ensemble, il délimitait entièrement le village-château de Travale qui se développait à cette époque.
Vers le milieu du XIVe siècle, les murs furent encore fortifiés par les Siennois, avec la construction du donjon (Cassero senese).
Une grande partie des murailles de la ville et du donjon fut détruite lors du siège de 1554 mené par les troupes grand-ducales de Cosme Ier de Toscane ; cet événement détermina le passage définitif de Travale au grand-duché de Toscane.

## Description
Les murailles de Travale, dont le plan circulaire est clairement visible, ne sont conservées que dans certaines sections, en raison des graves destructions survenues lors du siège de 1554.
Un tronçon de l'ancienne courtine du Moyen Âge recouverte de pierre est encore visible, délimitant partiellement la partie sud du village ; dans cette partie, on peut également voir les ruines d'une tour qui constituait probablement le donjon du XIVe siècle.
Du côté nord, la Porta Travale est bien conservée, qui était la seule porte d'accès au village.

## Galerie

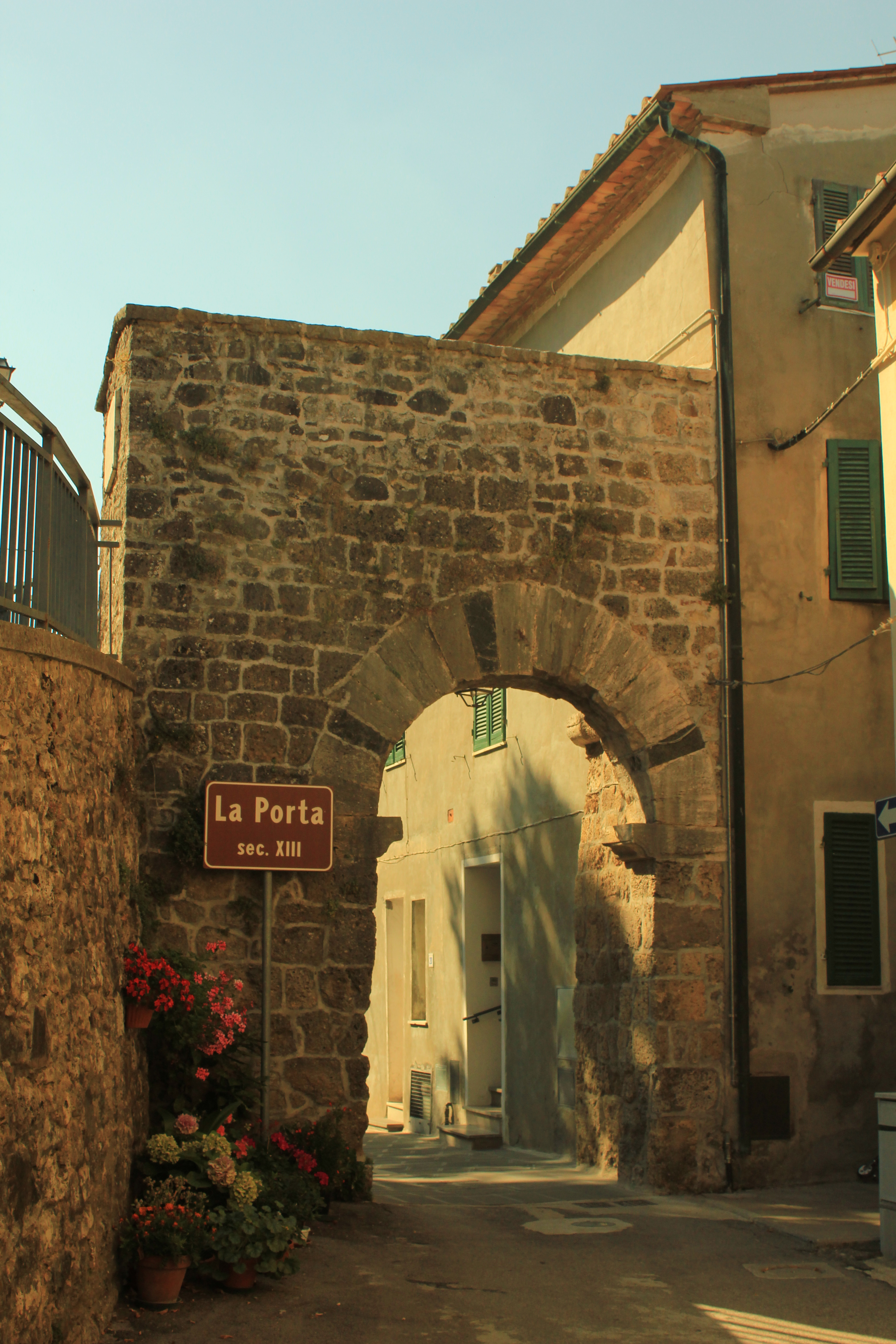
La Porta di Travale.
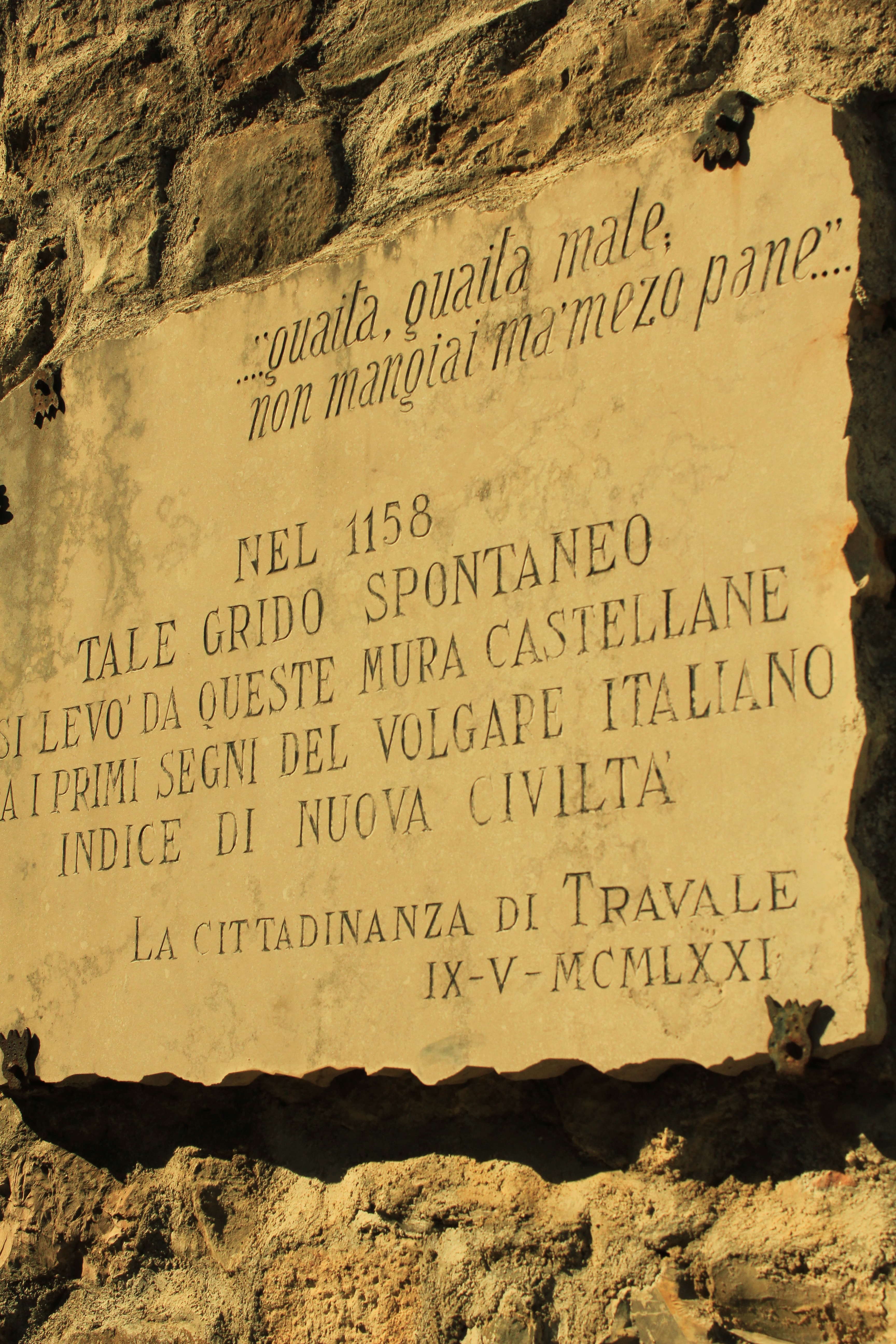
La Guaita di Travale.